# Craig Cathcart
Craig George Cathcart (nascut el 6 de febrer de 1989) és un futbolista professional nord-irlandès que juga com a defensa pel Watford FC i per la selecció d'Irlanda del Nord. Ha estat capità de la selecció nord-irlandesa Sub-21.
Producte del planter del Manchester United FC, Cathcart va passar temps cedit al Royal Antwerp belga, i als cllubs de la Football League Championship anglesa Plymouth Argyle FC i Watford, abans de fitxar per l'acabat d'ascendir Blackpool FC el 2010. Cathcart va retornar al Watford el juliol de 2014.

## Estadístiques
: A 15 de maig de 2016.
| Club                       | Club          | Club                 | Lliga   | Lliga | Copa    | Copa | Copa de la Lliga | Copa de la Lliga | Europa  | Europa | Altres  | Altres | Total   | Total |
| Club                       | Temporada     | Divisió              | Partits | Gols  | Partits | Gols | Partits          | Gols             | Partits | Gols   | Partits | Gols   | Partits | Gols  |
| -------------------------- | ------------- | -------------------- | ------- | ----- | ------- | ---- | ---------------- | ---------------- | ------- | ------ | ------- | ------ | ------- | ----- |
| Manchester United FC       | 2007–08       | Premier League       | 0       | 0     | 0       | 0    | 0                | 0                | 0       | 0      | 0       | 0      | 0       | 0     |
| Manchester United FC       | 2008–09       | Premier League       | 0       | 0     | 0       | 0    | 0                | 0                | 0       | 0      | 0       | 0      | 0       | 0     |
| Manchester United FC       | 2009–10       | Premier League       | 0       | 0     | 0       | 0    | 0                | 0                | 0       | 0      | 0       | 0      | 0       | 0     |
| Manchester United FC       | 2010–11       | Premier League       | 0       | 0     | 0       | 0    | 0                | 0                | 0       | 0      | 0       | 0      | 0       | 0     |
| Manchester United FC       | Total         | Total                | 0       | 0     | 0       | 0    | 0                | 0                | 0       | 0      | 0       | 0      | 0       | 0     |
| Royal Antwerp (cedit)      | 2007–08       | Segona divisió belga | 13      | 2     | 0       | 0    | —                | —                | —       | —      | —       | —      | 13      | 2     |
| Plymouth Argyle FC (cedit) | 2008–09       | Championship         | 31      | 1     | 1       | 0    | 1                | 0                | —       | —      | —       | —      | 33      | 1     |
| Watford FC (cedit)         | 2009–10       | Championship         | 12      | 0     | 0       | 0    | 0                | 0                | —       | —      | —       | —      | 12      | 0     |
| Blackpool FC               | 2010–11       | Premier League       | 30      | 1     | 0       | 0    | 0                | 0                | —       | —      | —       | —      | 30      | 1     |
| Blackpool FC               | 2011–12       | Championship         | 27      | 0     | 2       | 0    | 0                | 0                | —       | —      | —       | —      | 29      | 0     |
| Blackpool FC               | 2012–13       | Championship         | 25      | 1     | 1       | 0    | 0                | 0                | —       | —      | —       | —      | 26      | 1     |
| Blackpool FC               | 2013–14       | Championship         | 30      | 1     | 1       | 0    | 1                | 0                | —       | —      | —       | —      | 32      | 1     |
| Total                      | Total         | Total                | 112     | 3     | 4       | 0    | 1                | 0                | —       | —      | —       | —      | 117     | 3     |
| Watford                    | 2014–15       | Championship         | 29      | 3     | 1       | 0    | 0                | 0                | —       | —      | —       | —      | 30      | 3     |
| Watford                    | 2015–16       | Premier League       | 35      | 1     | 5       | 0    | 0                | 0                | —       | —      | —       | —      | 40      | 1     |
| Total carrera              | Total carrera | Total carrera        | 232     | 10    | 11      | 0    | 2                | 0                | —       | —      | —       | —      | 245     | 10    |

## Palmarès

### Individual
- Jimmy Murphy Young Player of the Year del Manchester United FC (1): 2006–07